# Scaphoceriet
Een scaphoceriet is een plaat- of schubvormige exopodiet (buitenste tak) van de tweede antenne bij vele kreeftachtigen.